# Sklop kuća Jakšić – Martinović
Sklop kuća Jakšić – Martinović u selu Donjem Humcu, općina Nerežišća, zaštićeno kulturno dobro.

## Opis dobra
Vrijeme nastanka: 18. st. do 20. st. Sklop ambijentalne arhitekture ispod župne crkve ograđen visokim dvorišnim zidom. Sastoji se od tri jednokatnice pokrivene krovovima od kamenih ploča s vanjskim stubištima i gospodarskih prizemnica s unutrašnjim dvorištima. Na zapadnoj strani je manja gotička kapela posvećena Sv. Križu.

## Zaštita
S crkvom Sv. Križa pod oznakom Z-1437 zavedene su kao nepokretno kulturno dobro - pojedinačno, pravna statusa zaštićena kulturnog dobra, klasificirano kao "sakralno-profana graditeljska baština".